# Bitwa pod Ingavi
Bitwa pod Ingavi – starcie zbrojne, które miało miejsce 18 listopada 1841 roku pomiędzy armią Peru oraz Boliwii. Bitwa była toczona w ramach wojny peruwiańsko-boliwijskiej. Dowódcami obu armii byli ówcześni prezydenci obu krajów Agustín Gamarra po stronie Peru oraz José Ballivián, prezydent Boliwii.

## Tło bitwy
Po upadku konfederacji Peruwiańsko Boliwijskiej w 1839 roku, prezydent Peru Agustín Gamarra podjął kontrowersyjną decyzję o inwazji na Boliwię wykorzystując fakt kryzysu politycznego w Boliwii. Gamarra początkowy zwolennik konfederacji z Boliwią, po jej rozpadzie objął dominującą rolę polityczną w Peru oraz dążył do wojny z Boliwią która wybuchła w 1841 roku.
Wówczas władze w Boliwii natychmiastowo przejął José Ballivián, który  mianował się prezydentem kraju. W czasie jego urzędowanie Boliwia posiadała trzy ekipy rządzące każda urzędująca w innym mieście. Władza legislatywna rządziła w Chuquisaca następny rząd miał swoją siedzibę w Cochabamba natomiast rząd Boliwii wraz z prezydentem Balliviánem urzędował w stolicy Boliwii, La Paz.

## Bitwa
Wraz z inwazją peruwiańską na Boliwię, Ballivián skoncentrował swoje wojska w celu pokonania sił inwazyjnych. Do głównej bitwy doszło pod miejscowością Ingavi. Wówczas trzy armie rządowe pod dowództwem Balliviána pokonały w walnej bitwie siły prezydenta Gamarry który sam zginął w walce. Porażka pod Ingavi oznaczała koniec szans Peru na wygranie wojny.

## Konsekwencje
Śmierć Gamarry doprowadziła do ostatecznego wycofania się armii peruwiańskiej z terytorium Boliwii. Porażka w wojnie oraz śmierć urzędującego prezydenta spowodowała chaos polityczny w Peru. Ówczesny wiceprezydent Manuel Menéndez objął autorytarne rządy mianując się prezydentem Peru. Wkrótce jednak ustąpił z tej funkcji na rzecz Juana Crisóstomo Torrico który ustabilizował sytuację polityczną w kraju.
Porażka armii Peru pod Ingavi oznaczała także zakończenie peruwiańskich planów o aneksji Boliwii a także ustabilizowanie relacji dyplomatycznych pomiędzy oboma krajami.